# پارافیموز
پارافیموز یک وضعیت است که در آن پوست ختنه‌گاه آلت در پشت سر آلت تناسلی گیر می‌کند و به جای خود برنمی‌گردد (به حالت شل و نرمال خود برگردانده شود که روی گلنس را بپوشاند). اگر این وضعیت برای چندین ساعت ادامه یابد یا نشانه ای از کمبود جریان خون وجود داشته باشد، پارافیموز باید به عنوان یک فوریت پزشکی درمان شود، زیرا می‌تواند منجر به قانقاریا گردد.

## علل
پارافیموز معمولاً به‌علت خطای پزشکی یا دستکاری پوست ختنه گاه توسط والدین، ایجاد می‌شود.پوست ختنه گاه ممکن است در طول معاینه آلت تناسلی، تمیز کردن آلت تناسلی، سوند گذاری یا سیستوسکوپی جمع شود. اگر پوست ختنه گاه برای مدت طولانی جمع شود، ممکن است برخی از بافت‌های پوست ختنه گاه ادماتوز شوند (با مایع متورم شوند)، که متعاقب آن برگشتن پوست ختنه گاه به جای خود را دشوار می‌کند.